# Eva Gore-Booth
Eva Gore-Booth (22 mai 1870, Sligo - 30 juin 1926, Hampstead) est une poétesse et écrivaine irlandaise. Activiste politique, elle est reconnue pour ses actions de suffragiste auprès des femmes de la classe ouvrière, militant ainsi pour le suffrage féminin au Royaume-Uni.

## Biographie

### Enfance et héritage
Eva Selina Laura Gore-Booth est née à Lissadell House, dans le comté de Sligo, en Irlande. Fille de Sir Henry et Lady Georgina Gore-Booth de Lissadell, elle est la sœur cadette de Constance Gore-Booth, également connue sous le nom de Comtesse Markievicz. Eva et ses frères et sœurs, Josslyn Gore-Booth (1869-1944), Constance Georgine Gore-Booth (1868-1927), Mabel Gore-Booth (1874-1955) et Mordaunt Gore-Booth (1878-1958), incarnent la troisième génération de Gore-Booth à Lissadell. La maison a été construite pour son grand-père paternel, Sir Robert Gore-Booth, 4ème Baronet, entre 1830 et 1835 et trois générations de Gore-Booth y ont résidé pendant son enfance, dont son grand-père paternel et sa grand-mère maternelle Lady Frances Hill,.
Enfant, elle se consacre à l’apprentissage du français, de l'allemand, du latin et du grec et développe un amour de la poésie inculqué par sa grand-mère maternelle. La jeune femme est troublée par le contraste frappant entre la vie privilégiée de sa famille et la pauvreté en dehors de Lissadell, et cela en particulier pendant l'hiver de la grande famine irlandaise en 1879, lorsque des habitants affamés viennent à la maison pour chercher de la nourriture et des vêtements. 
Lors d’une des absences de son père, explorateur de l'Arctique, sa mère, Lady Georgina, crée une école de couture pour femmes à Lissadell. Les participantes sont formées au crochet, à la broderie et au travail du fil. La vente de leurs marchandises leur permet de gagner un salaire de 18 shillings par semaine. Cette entreprise a eu une grande influence sur le militantisme d’Eva Gore-Booth envers le travail des femmes et le suffrage féminin,.

### Voyages
En 1894, Eva Gore-Booth rejoint son père lors de ses voyages en Amérique du Nord et aux Antilles. Elle tient des journaux et documente ses voyages en Jamaïque, à la Barbade, Cuba, en Floride, Nouvelle-Orléans, à  Saint-Louis, San Francisco, Vancouver, Toronto, Niagara, Montréal ou le Québec. De retour en Irlande, elle rencontre pour la première fois le poète William Butler Yeats. L'année suivante, elle voyage à travers l’Europe avec sa mère, sa sœur Constance et son amie Rachel Mansfield. En escale à Venise, elle contracte une maladie respiratoire. En 1896, alors qu'elle récupère dans la villa de l'écrivain George MacDonald et de son épouse à Bordighera, en Italie, elle rencontre Esther Roper, une activiste et militante britannique qui deviendra sa compagne pour le reste de sa vie,.

## Activisme politique

### Suffrage féminin
Les travaux d'Eva Gore-Booth et d'Esther Roper sont à l'origine du lien étroit entre la lutte pour les droits des femmes dans l'industrie et la lutte pour le droit de vote des femmes. En tant que suffragiste de la classe moyenne représentant Manchester, l’engagement d’Eva Gore-Booth est principalement reconnu dans les villes cotonnières du Lancashire de 1899 à 1913. Son combat débute lorsqu’Eva devient membre du comité exécutif du Syndicat national des sociétés de suffrage féminin. Elle est élue co-secrétaire du conseil des syndicats de femmes de Manchester et de Salford,,.

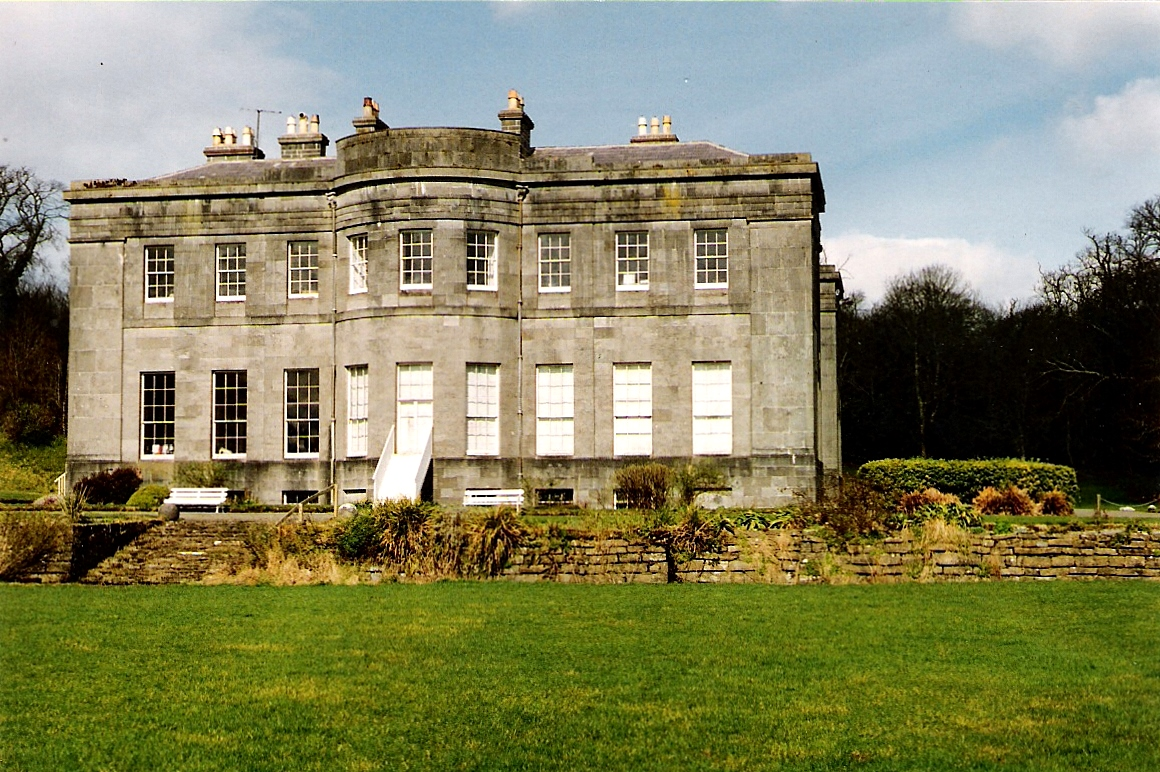
Lissadel House, manoir de la famille Gore-Booth, construit en 1833 par Francis Goodwin.

En 1902, Eva Gore-Booth fait campagne lors de l'élection partielle de Clitheroe au nom de David Shackleton, un candidat travailliste qui lui a promis à de montrer son soutien à l'émancipation des femmes. David Shackleton est élu, mais il ne tient pas sa promesse. En réponse à cette absence de soutien Eva Gore-Booth, Esther Roper et Sarah Reddish fondent le Comité de représentation des femmes et des autres travailleurs du Lancashire et du Cheshire. La création de ce comité conduit Eva Gore-Booth à rencontrer Christabel Pankhurst, également très attachée aux droits des femmes. Toutefois, en 1904, Christabel Pankhurst suscite une certaine controverse au sein du conseil des syndicats féminins, qui tente de forcer le conseil à faire du suffrage féminin un de ses objectifs principaux. Cela conduit à la démission d'Eva Gore-Booth du conseil. Elle se consacre alors à la création du Conseil du commerce et du travail des femmes de Manchester et de Salford. Dans le cadre de cette organisation, elle et d’autres suffragistes ont recours à des méthodes constitutionnelles de campagne. Lors des élections générales de 1906, elles présentent leur propre candidat, Thorley Smith, mais celui-ci est défait,. 

En mai 1906, Eva Gore-Booth est présente dans la députation du suffrage à Campbell Bannerman. Son sentiment d'impuissance après l'échec de cette députation est présent dans deux de ses poèmes, Women's Trades on the Embankment et A Lost Opportunity.

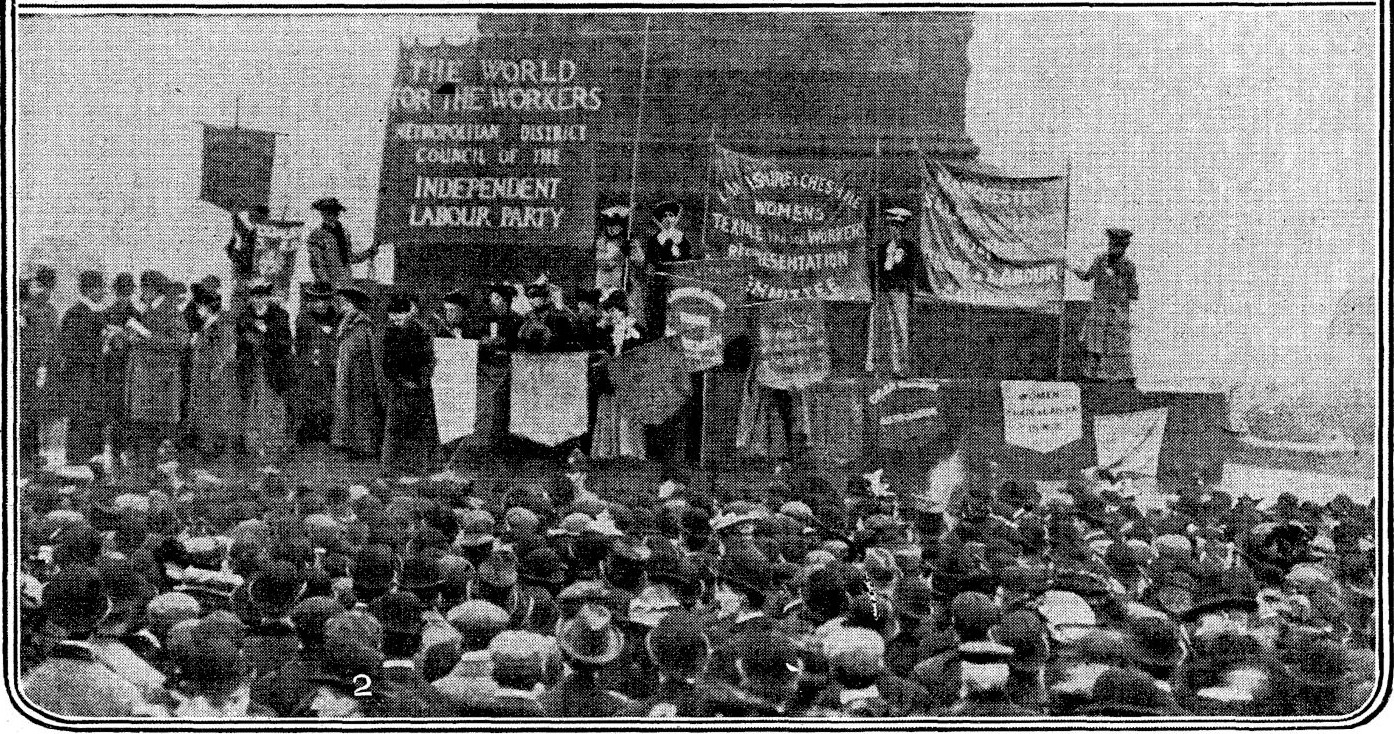
Eva Gore-Booth s'adressant à la foule lors d'un rassemblement à Trafalgar Square, dans le cadre de la Mud March, le 9 février 1907, afin de réclamer le droit de vote des femmes en Grande-Bretagne.

En 1907, Eva Gore-Booth, réticente à renoncer à l’espoir du suffrage féminin, rédige un essai intitulé The Women's Suffrage Movement Among Trade Unionists. Dans cet essai, elle identifie les arguments de la campagne des suffragistes pour obtenir le droit de vote des femmes qui travaillent. En 1908, elle est déléguée à la conférence du parti travailliste à Hull où elle présente une motion en faveur du suffrage féminin. Cette motion est rejetée en faveur de celle du suffrage adulte,. 
À la fin de l’année 1909, Eva Gore-Booth participe à la campagne électorale radicale des suffragistes à Rossendale, où une fois de plus un candidat est présenté mais défait. En 1910, elle manifeste son soutien à la nouvelle société constitutionnelle pour le suffrage des femmes et, en 1911, aux côtés d’Esther Roper, elle assiste à une réunion à Londres du Fabian Women's Group. 

### Première Guerre mondiale
Le 17 novembre de la même année, Eva Gore-Booth est membre de la députation représentant les travailleuses du nord de l'Angleterre. Cette députation demande à David Lloyd George de ne pas abandonner le projet de loi de conciliation. L’année 1911 est également l’année où Eva Gore-Booth se met à la place des femmes qu’elle défend en travaillant pendant un court laps de temps afin de connaître leurs conditions de travail sur le terrain. Cependant, au moment où la guerre éclate, elle rejoint le Comité international des femmes pour la paix permanente et travaille aux côtés des épouses et enfants d’objecteurs de conscience emprisonnés. 
En décembre 1913, Eva Gore-Booth signe le texte Open Christmas Letter,  dédié aux femmes d’Allemagne et d’Autriche. En 1915, elle devient membre de la Women's Peace Crusade, puis de la No-Conscription Fellowship en 1916.

## Poésie
Eva Gore-Booth commence sa carrière d'écrivaine, soutenue par le poète et dramaturge irlandais William Butler Yeats. Dans ses propres lettres, il déclare lui avoir envoyé un ouvrage pour l'inspirer. William Butler Yeats espère la voir se consacrer aux contes irlandais, mais au lieu de cela, l’autrice met l'accent sur les femmes dans l'histoire. Son homosexualité largement discutée et peu acceptée à cette époque, est ouvertement citée dans ses poèmes. Dans Triumph of Maeve, elle décrit une petite scène érotique entre Maeve et une autre femme, alors que dans sa version de la légende de Deirdre, elle subvertit l'identité nationaliste masculine des récits héroïques de l'Irlande,,.
Dans ses premiers travaux, Eva Gore-Booth utilise les mêmes conceptions poétiques que ses homologues masculins, en écrivant par exemple un poème d'amour à la déesse de la nature, mais ses vers à elle évoque l’amour d’une femme pour une autre femme. 
Dès 1916, Eva Gore-Booth intègre la rédaction du magazine Urania. La publication ouvertement féministe est composée d’articles et de poèmes du monde entier, accompagnés de commentaires éditoriaux. Un grand nombre d'auteurs  et auteures célèbres, dont Mona Caird, participent à ce projet. Chaque numéro aime à déclarer que le sexe est un accident et qu'il n'existe pas de caractéristiques intrinsèques du mâle ou de la femelle. De nombreuses questions concernant les nouvelles femmes ont été débattues, telles que l'égalité des sexes, le suffrage et le mariage, mais Eva Gore-Booth est allée encore plus loin en évoquant l’homosexualité au féminin dans ses textes.  Le titre du magazine Urania peut faire référence à un terme céleste ou uranien pour désigner une personne homosexuelle. Eva Gore-Booth et Esther Ropper ont accepté que leurs noms soient utilisés en relation avec le périodique et les travaux de la poétesse restent considérés comme une source d'inspiration majeure pour Urania,. 

## Dernières années
La rencontre d’Eva Gore-Booth avec l'activiste politique Esther Roper est un facteur décisif dans sa participation active aux droits des femmes et au suffrage féminin. Dans le poème The Travelers, To EGR publié après sa mort, la poétesse utilise des analogies de musique et de chant pour exprimer son admiration et son amour envers Esther Roper.   
Après avoir joué un rôle de premier plan dans le mouvement des femmes et la lutte pour l'égalité des droits des femmes au Royaume-Uni, Eva Gore-Booth et Esther Roper quittent Manchester en 1913 en raison de la détérioration de la santé respiratoire d'Eva. 
Quelques semaines à peine après le soulèvement de 1916, Eva Gore-Booth se rend à Dublin et joue un rôle crucial dans la réhabilitation de sa sœur Constance Markievicz alors emprisonnée. Elle est saluée pour ses interventions pacifistes lors de l’insurrection de Pâques 1916. Sa poésie composée durant cette période reflète le traumatisme personnel et l'horreur qu'elle rencontre lors des à sa sœur en plein isolement cellulaire. Elle a en outre fait campagne pour abolir la peine de mort dans son ensemble et pour réformer les normes pénitentiaires. Elle assiste notamment au procès du nationaliste irlandais et collègue poète Roger Casement, faisant ainsi preuve de solidarité et de soutien pour l'annulation de sa condamnation à mort,. 
Durant les dernières années de sa vie, elle reste dévouée à sa poésie et consacre tout son temps à ses talents artistiques de peintre, étudie la langue grecque et se positionne comme défenseuse des droits des animaux. Eva Gore-Booth décède le 30 juin 1926 à Hampstead, quartier de Londres. Elle est enterrée aux côtés d'Esther Roper dans le cimetière de St John, à Hampstead, avec la citation « Life that is Love is God » de l'icône lesbienne Sappho gravée sur leur pierre tombale. À sa mort, elle fait d’Esther Roper la seule bénéficiaire de sa succession,.

## Hommage
Le nom et la photographie d’Eva Gore-Booth sont associés à ceux de 58 autres partisans du droit de vote des femmes sur le socle de la statue dédiée à Millicent Fawcett et située sur la place du Parlement à Londres. Le monument commémoratif est dévoilé en 2018,,.
Eva Gore-Booth a été honorée pour son travail par la communauté LGBTQ +. Elle est récompensée d'un prix en son honneur lors du Dublin Gay Theatre Festival. Elle est également reconnue par le Congrès irlandais des syndicats en tant que modèle LGBTQ + et défenseure des droits des travailleurs.

## Publications
- Eva Gore-Booth, The One And The Many, Kessinger Publishing, LLC, 1904, 120 p. ,  (ISBN 1166496341)